# سوزان جراف
سوزان جراف (بالألمانية: Susanne Graf )‏ (مواليد 15 أغسطس 1992 في برلين) هي سياسية ألمانية وعضو في حزب القراصنة في برلين ، وهو فرع حكومي من حزب القراصنة الوطني. في انتخابات ولاية برلين في 18 سبتمبر 2011، تم انتخابها لعضوية مجلس نواب ولاية برلين.
في صيف عام 2011 تخرجت بشهادة الثانوية العامة وأكملت تدريبًا مهنيًا في تكنولوجيا المعلومات. بعد ذلك تم قبولها في جامعة التكنولوجيا والاقتصاد لدراسة الاقتصاد الرياضي.

## مناصب
تولت منصب عضو في برلمان برلين ‏.